# (500070) 2011 VW15
(500070) 2011 VW15 es un asteroide perteneciente al cinturón de asteroides, descubierto el 25 de diciembre de 2005 por el equipo del Spacewatch desde el Observatorio Nacional de Kitt Peak, Arizona, Estados Unidos.

## Designación y nombre
Designado provisionalmente como 2011 VW15.

## Características orbitales
2011 VW15 está situado a una distancia media del Sol de 2,153 ua, pudiendo alejarse hasta 2,375 ua y acercarse hasta 1,931 ua. Su excentricidad es 0,102 y la inclinación orbital 0,876 grados. Emplea 1154,29 días en completar una órbita alrededor del Sol.

## Características físicas
La magnitud absoluta de 2011 VW15 es 18,9. Está asignado al tipo espectral.